# Мантечі (Міссісіпі)
Мантечі (англ. Mantachie) — місто (англ. town) в США, в окрузі Ітавамба штату Міссісіпі. Населення — 1121 особа (2020).

## Географія
Мантечі розташоване за координатами 34°19′17″ пн. ш. 88°30′9″ зх. д. / 34.32139° пн. ш. 88.50250° зх. д. (34.321376, -88.502537).  За даними Бюро перепису населення США в 2010 році місто мало площу 10,22 км², з яких 10,19 км² — суходіл та 0,03 км² — водойми.

## Демографія
Згідно з переписом 2010 року, у місті мешкали 1144 особи в 511 домогосподарстві у складі 321 родини. Густота населення становила 112 особи/км².  Було 564 помешкання (55/км²).
Расовий склад населення:
| - 96,6 % — білих - 2,2 % — чорних або афроамериканців - 0,2 % — корінних американців - 0,2 % — азіатів |

До двох чи більше рас належало 0,6 %. Частка іспаномовних становила 0,4 % від усіх жителів.
За віковим діапазоном населення розподілялося таким чином: 22,6 % — особи молодші 18 років, 58,8 % — особи у віці 18—64 років, 18,6 % — особи у віці 65 років та старші. Медіана віку мешканця становила 40,8 року. На 100 осіб жіночої статі у місті припадало 88,2 чоловіків;  на 100 жінок у віці від 18 років та старших — 84,0 чоловіків також старших 18 років.
Середній дохід на одне домашнє господарство  становив 50 934 долари США (медіана — 34 286), а середній дохід на одну сім'ю — 50 957 доларів (медіана — 38 224). Медіана доходів становила 35 500 доларів для чоловіків та 26 369 доларів для жінок. За межею бідності перебувало 17,5 % осіб, у тому числі 21,4 % дітей у віці до 18 років та 17,6 % осіб у віці 65 років та старших.
Цивільне працевлаштоване населення становило 570 осіб. Основні галузі зайнятості: виробництво — 29,5 %, освіта, охорона здоров'я та соціальна допомога — 14,4 %, роздрібна торгівля — 14,0 %.